# Tony Gangitano
Tony Gangitano (Caltanissetta, 1966) è un regista e attore italiano.

## Biografia
Tony Gangitano, all'anagrafe Antonio Gangitano. Nel 2014 debutta alla regia con un lungometraggio sulla vita del santo di un piccolo paesino siciliano, Felice di Nicosia, un frate vissuto qualche secolo prima. Gangitano si appassiona alla vita di San Felice e si dedica al realizzazione del film Un santo senza parole di cui oltre ad esserne il regista interpreta il ruolo di padre Macario.
Nel 2017 dirige il cortometraggio Gli occhi di Monique sul tema dell'abuso ai minori. 
Nel 2018 insieme a Peppino Orecchia ha diretto il film Entro mezzanotte, ed è stato aiuto regista ed interprete del film Franchitto "io non ho paura".
Nel 2021 è alla regia del lungometraggio Lupo Bianco, scritto da Stephanie Beatrice Genova e Alessandro Ferrara, film dedicato alla vita del filantropo Carlo Olmo, con interpreti Vincent Riotta, Remo Girone e Sebastiano Somma. Vincitore al 78º Festival di Venezia con il premio Starlight International Award sul tema del sociale prodotto da Cinemaset di Antonio Chiaramonte. 
Nel 2021 arrivano premi e riconoscimenti importanti internazionali per il lavoro svolto su di un personaggio grottesco nato in Turchia dove la sua attenzione ha incantato il mondo, Giufà. 
Un corto scritto e diretto dallo stesso dal titolo Il risveglio di Giufà, ha conquistato vari parti del mondo ed adesso si sta valutando una serie, insieme alla screenwriter Stephanie Beatrice Genova.   
Nel 2022 presenta una sua sceneggiatura dal titolo U Cristu truvatu, alla Fondazione Federico II di Palermo che viene accolta e finanziata, entra nel circuito della settimana Santa come bene Immateriale Culturale importante, ed anche li firma la regia, sempre in aiuto con la screenwriter Stephanie Beatrice Genova, con bravi attori come Gaetano Aronica, Jacopo Cavallaro e Pierluigi Gangitano, aggiudicandosi in India come miglior regista il Festival Golden Lion International Gliff IMDB. 

## Filmografia

### Regista

#### Cinema
- Un santo senza parole (2014)
- Entro mezzanotte (2018)
- Lupo Bianco (2021)

### Aiuto regista
Franchitto "io non ho paura"  (2018)

#### Cortometraggi
- Il viaggio della vita (2012)
- Ricordi (2013)
- Gli occhi di Monique (2017)
- Vita ricucita (2019)
- Il giovane giudice (2019)
- Il risveglio di Giufà (2020)
- U Cristu truvatu (2022)

### Attore
- Pagate Fratelli, regia di Salvo Bonafinni (2012)
- Un santo senza parole (2014)
- Il buonista (2017)
- Gelone (2017)
- Franchitto "io non ho paura" (2018)
- Il giovane giudice – cortometraggio (2019)
- Jihad - Nuova Vita, regia di Nino Giuffrida (2021)
- Lupo Bianco, regia di Tony Gangitano (2021)

## Teatro
- Baciamo le mani (2019)
- Miniere "la storia e l'amore" (2019)
- Presepe vivente "Il Re" (2019)

### Spettacoli
2024- Debora Troìa e Tobia Vaccaro in omaggio a Rosa Balistreri (direttore artistico Settembre Nisseno)
2024- Complesso Rock "Farabutti Band" (direttore artistico Settembre Nisseno) 
2024- Complesso "Generazione di fenomeni" Maestra M. Rizza (direttore artistico Settembre Nisseno)
2024- Gruppo 90 Radio Time (direttore artistico Settembre Nisseno)
2024- Spettacolo Cabaret dei "Colata Lavica" (direttore artistico Settembre Nisseno)
2024- Musica Siciliana con "Calandra & Calandra" (direttore artistico Settembre Nisseno)
2024- Circus Lol con Dandy Danno & Diva G. (direttore artistico Settembre Nisseno)

## Videoclip
- 2017 – Beatrice Arancio Vincitrice Junior Musa D'Argento
- 2017 – Desirè Licata Vincitrice Senior Musa D'Argento

## Documentari
- L'omu la so vita e lu zuccaru (2020)
- U Cristu truvatu – docufilm (2022)

## Premi e riconoscimenti
- 2021- Mostra Internazionale d'arte cinematografica di Venezia-Premio Starlight Cinema Awards per il "Lupo Bianco"
- 2013- Menzione speciale al Kalat Nissa Film Festival III ed. "il viaggio della vita"
- 2018- Riconoscimento di merito al Kalat Film Festival VIII ed.
- 2020- Premio di merito in narrative Short Film contered on animal nature or environment al Nature Without Borders International Festival "Il risveglio di Giufà"
- 2021- Oustanding Achievement Award in Film on Nature/Environment/Wildife al Royal Society of Television & Motion Picture Awards -"Il risveglio di Giufà"
- 2021- miglior regista uomo al MEDUSA Film Festival (19th season) - "Il risveglio di Giufà)
- 2021- Best Short Comedy Film al Best Istanbul Film Festival - "Il risveglio di Giufà)
- 2021- Best Comedy Short a Istambul Film Awards (IFA) - "Il risveglio di Giufà)
- 2021- Best Long Short al Berlin Flash Film Festival - "Il risveglio di Giufà"
- 2021- miglior Regista all'Uruvatti International Film Festival- "Il risveglio di Giufà"
- 2021- miglior Regista al Madras Independent Film Festival- "Il risveglio di Giufà"
- 2021- Best TV Series all'Anatolian Film Awards (AFA) - "Il risveglio di Giufà)
- 2021- Premio al Merito Regia e Sceneggiatura al Gran Galà in TV - "Il risveglio di Giufà"
- 2022- Best TV Series al Grass Root International Film Festival- "Il risveglio di Giufà"
- 2022- Best Documentary Short Film all'Uruvatti International Film Festival- " Gesù Cristo trovato"
- 2022- Special Mention Award in Best Documentary Short Film all'Athvikvaruni International Film Festival - "Gesù Cristo trovato"
- 2022- Miglior Regista Cortometraggio al Golden Horse International Film Festival- "U Cristu Truvatu"
- 2022- Miglior Regista Short in International& Indian Feature Film al Golden Lion Festival (GLIFF)- " U Cristu Truvatu"